# Novalena calavera
Novalena calavera är en spindelart som beskrevs av Chamberlin och Ivie 1942. Novalena calavera ingår i släktet Novalena och familjen trattspindlar. Inga underarter finns listade i Catalogue of Life.